# Romuva

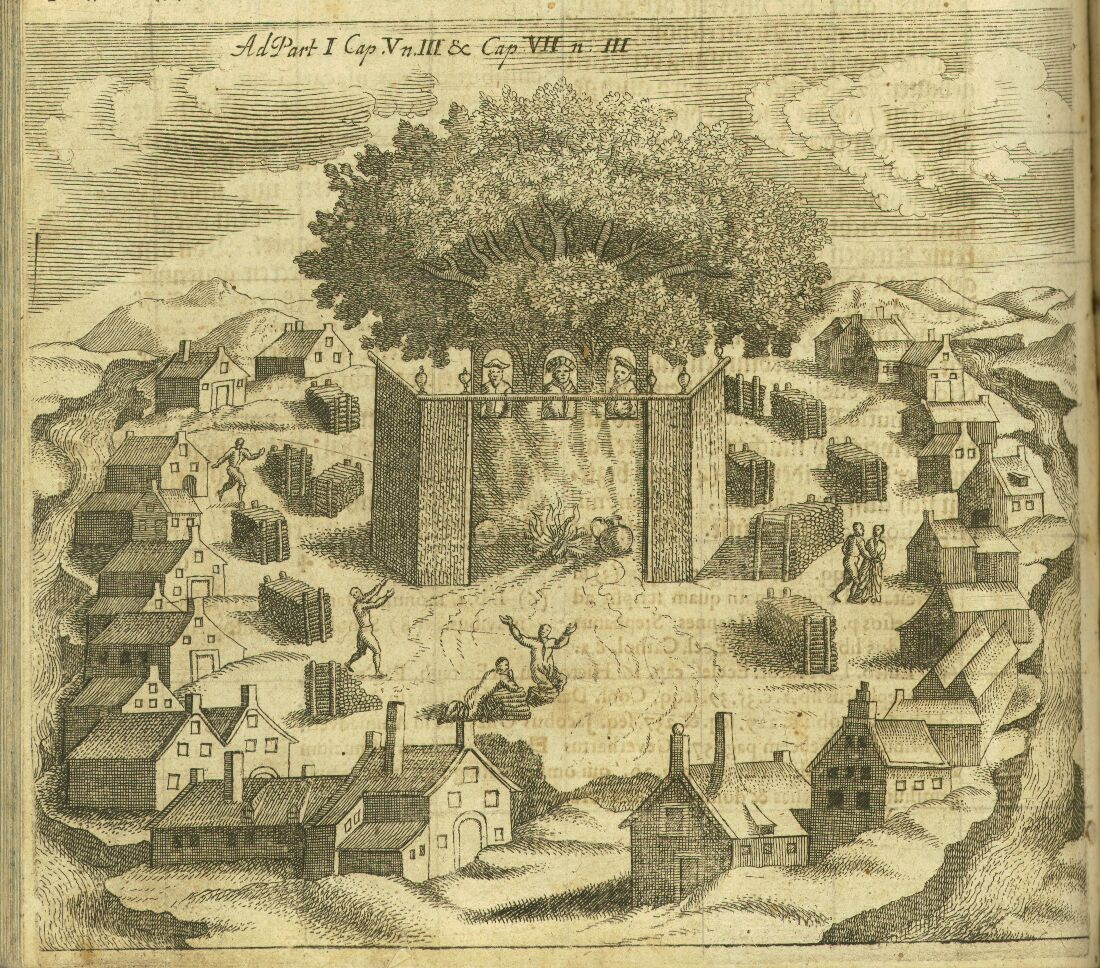
Tekening van Romuva

Romuva of Romowe was een plaats in Nadrauen (Oost-Pruisen) waar heidense, met name Pruisische goden vereerd werden. In historische bronnen werd de tempel slechts eenmaal vernoemd door Peter van Dusburg in 1236. Volgens hem woonde hier Kriwe, de heidense hogepriester, die de religieuze leider van alle Balten was. Hoewel er ernstige twijfels bestaan aan het feit of deze plaats wel ooit bestaan heeft, leende dit religieus-culturele centrum haar naam aan een Litouwse neo-paganistische beweging.

## Historisch bewijs
Volgens Peter van Dusburg is de naam Romuva afgeleid van het woord Rome. Verder omschrijft hij de Kriwe als een machtige priester die in hoog aanzien stond bij de Pruisen, Litouwers en de Balten van Lijfland. Zijn boodschappers werden gekenmerkt door een speciale staf of een bepaald insigne. De Kriwe bewaakte een heilige vlam en kon het lot zien van zijn overleden trawanten. Hijzelf ontving een derde van de opbrengst van alle buit die behaald werden door heidense krijgers.
Deze beschrijving werd verder aangepast door Simon Grunau in de 16e eeuw. Deze beschreef een eeuwig brandend heilig vuur, een eeuwig groene eik met afbeeldingen van afgoden die de heidense drievuldigheid voorstelden, namelijk Patrimpas (god van de lente), Perkūnas (god van de donder) en Patulas (god van de onderwereld). De plaats werd bewaakt door priesters en heilige maagden. Er verschenen afbeeldingen, gebaseerd op deze beschrijving, en werden zeer populair bij romantische geschiedkundigen. Grunau veranderde de benaming voor de plaats overigens in Rickoyoto (uit het Pruisische rikijs ("heerser") en het suffix -ote, dat gebruikt werd in plaatsnamen) en vond de naam Kriwe(s) uit (Litouws: krivių krivaitis).
Er zijn echter geen andere bronnen die zulke beweringen ondersteunen. De auteur neemt aan dat deze heidense cultus een hiërarchie en internationale organisatie had, maar tegenwoordig is bekend dat dit onwaar is. Als de Kriwe zo'n invloedrijk persoon was, dan zou hij in enkele belangrijke kronieken uit het gebied vermeld moeten zijn. De veronderstelde locatie werd nooit gevonden door ridders van de Duitse Orde, die heel Nadrauen beheerste, noch door hedendaagse archeologen. Enkele details in de beschrijvingen vertonen evenwel treffende gelijkenissen met andere bronnen. Zo verbiedt het Verdrag van Christburg bekeerde Pruisen het ritueel Tulissones vel Ligaschones uit te oefenen op begrafenissen, om zo het lot van een overleden ziel te weten te komen. Een ander document van de Duitse Orde noemt een zekere Blûtekirl, die een derde van de buit van Samogitische krijgers verzamelde als offer voor de goden. Het is bekend dat zich op de plaats van de huidige kathedraal van Vilnius een belangrijke heidense tempel bevond.

## Interpretaties
Aangezien het concept van een heidense hogepriester zeer populair werd in de tijd van het Romantisch nationalisme en er over de tempel zeer weinig geweten is, zijn er interpretaties te over. S.C. Rowell veronderstelt dat Peter van Dusburg de plaats zelf verzonnen had om het Baltische heidendom meer op een tegen-Kerk te laten lijken. Er zijn namelijk vele overeenkomsten tussen Romuva en de christelijke Kerk: in een plaats die naar Rome genoemd is woont een machtig man die als een paus behandeld wordt, en die zijn eigen boodschappers en kentekens heeft. Dusburg kon verscheidene doeleinden gehad hebben, namelijk aantonen dat de heidenen zo goed georganiseerd zijn dat ze hun eigen paus hebben en dus een aanzienlijke bedreiging vormen; de christenen een spiegel voorhouden opdat ze hun eigen paus meer zouden respecteren of de heidense samenleving aanschouwelijker maken voor de christelijke lezer.
Mogelijk was Romuva een gewijde plaats, ook wel alkas genoemd, zoals die gebruikelijk waren bij de Balten, maar allicht overdreef Dusburg het belang van Romuva. Er waren pogingen om de Kriwe in verband te brengen met Lizdeika, een semi-legendarische heidense priester, en raadgever van grootvorst Gediminas. Marceli Kosman, een hedendaags Pools geschiedkundige, noemde Lizdeika de laatste Kriwe. Vladimir Toporov beweert dan dat het Kromme Kasteel (Litouws: Kreivoji pilis; Latijn: castrum curvum) in Vilnius wel degelijk Kriwes Kasteel betekende. 
In realiteit is het woord Romuva mogelijk afgeleid van de Baltische stam ram-/rām- ("kalm, rustig"), die teruggaat op het PIE *(e)remǝ- ("stil/kalm zijn"). Het woord Kriwe is afgeleid van kreivas ("krom"). Aangenomen wordt dat dit teruggaat op een kromme stok (Litouws: krivulė), die volgens Peter van Dusburg het belangrijkste symbool van Kriwes macht was.